# 아이 도시하루
아이 도시하루(일본어: 阿井 利治, 1935년 6월 6일 ~ )는 일본의 전 프로 야구 선수이자 야구 지도자이다. 시즈오카현 출신이며 현역 시절 포지션은 포수였다.

## 인물
시즈오카 상업고등학교 시절이던 1952년에는 2학년 때 다도코로 젠지로와 배터리를 구성하며 팀의 주전 포수로서 춘계 선발 대회(제24회 선발 고등학교 야구 대회)에 출전했다. 준결승전에서는 에이스 기무라 다모쓰를 앞세운 야오 고등학교를 꺾었다. 결승에서는 히노 요시즈미 등이 소속된 나루토 고등학교를 꺾었고, 전 경기 완봉승으로 시즈오카 상업고등학교를 선발 고등학교 야구 대회의 첫 우승으로 이끌었다. 같은 해 여름에 개최된 야마가타·시즈오카 대회 준결승전에서는 에이스 야토 다카오를 거느린 쓰루 고등학교에게 패하여 탈락했다. 다도코로 이외의 팀 동료로는 중견수 요코야마 마사히로가 있다. 이듬해 1953년에는 팀 동료였던 요코야마 도시오(훗날 시즈오카 상업고등학교 감독을 역임)와 배터리를 구성하여 하계 고시엔 대회(제35회 전국 고등학교 야구 선수권 대회)에 출장, 준준결승전에서 메이지 고등학교에게 1대 2로 패했다. 이 때의 대기 선수로는 마쓰우라 미치오, 다키 히데오가 있었다.
1954년에 고쿠테쓰 스왈로스에 입단하여 사타케 가즈오의 대기 포수로 기용됐는데 1956년에는 개인 최다인 72경기에 출장, 그 중 30경기에 선발 출전했다. 하지만 그 이후로는 출전 기회가 거의 없었고 네고로 히로미쓰의 두각을 드러낸 일도 있어서 1961년을 끝으로 현역에서 은퇴했다. 이후에는 친정팀에서 코치로 발탁돼 1962년부터 1964년까지 역임했다.

## 상세 정보

### 출신 학교
- 시즈오카 현립 시즈오카 상업고등학교

### 선수 경력
- 고쿠테쓰 스왈로스(1954년 ~ 1961년)

### 등번호
- 48(1954년)
- 24(1955년 ~ 1961년)
- 52(1962년)
- 65(1963년 ~ 1964년)

### 연도별 타격 성적
| 연 도      | 소 속      | 경 기 | 타 석 | 타 수 | 득 점 | 안 타 | 2 루 타 | 3 루 타 | 홈 런 | 루 타 | 타 점 | 도 루 | 도 루 자 | 희 생 번 | 희 생 플 | 볼 넷 | 고 4 | 사 구 | 삼 진 | 병 살 타 | 타 율 | 출 루 율 | 장 타 율 | O P S |
| ---------- | ---------- | ----- | ----- | ----- | ----- | ----- | ------- | ------- | ----- | ----- | ----- | ----- | -------- | -------- | -------- | ----- | ---- | ----- | ----- | -------- | ----- | -------- | -------- | ----- |
| 1954년     | 고쿠테쓰   | 9     | 25    | 22    | 1     | 7     | 0       | 0       | 0     | 7     | 0     | 1     | 0        | 0        | 0        | 2     | 0    | 1     | 1     | 1        | .318  | .400     | .318     | .718  |
| 1955년     | 고쿠테쓰   | 21    | 23    | 21    | 1     | 4     | 1       | 0       | 0     | 5     | 1     | 0     | 0        | 0        | 0        | 2     | 0    | 0     | 7     | 1        | .190  | .261     | .238     | .499  |
| 1956년     | 고쿠테쓰   | 72    | 136   | 127   | 5     | 28    | 2       | 0       | 1     | 33    | 8     | 2     | 4        | 0        | 0        | 8     | 0    | 1     | 17    | 2        | .220  | .272     | .260     | .532  |
| 1957년     | 고쿠테쓰   | 34    | 64    | 55    | 5     | 10    | 3       | 0       | 0     | 13    | 6     | 1     | 0        | 2        | 0        | 7     | 0    | 0     | 12    | 3        | .182  | .274     | .236     | .510  |
| 1958년     | 고쿠테쓰   | 5     | 5     | 5     | 0     | 0     | 0       | 0       | 0     | 0     | 0     | 0     | 0        | 0        | 0        | 0     | 0    | 0     | 1     | 0        | .000  | .000     | .000     | .000  |
| 1959년     | 고쿠테쓰   | 5     | 2     | 2     | 0     | 0     | 0       | 0       | 0     | 0     | 0     | 0     | 0        | 0        | 0        | 0     | 0    | 0     | 0     | 0        | .000  | .000     | .000     | .000  |
| 1960년     | 고쿠테쓰   | 1     | 0     | 0     | 0     | 0     | 0       | 0       | 0     | 0     | 0     | 0     | 0        | 0        | 0        | 0     | 0    | 0     | 0     | 0        | ----  | ----     | ----     | ----  |
| 통산 : 7년 | 통산 : 7년 | 147   | 255   | 232   | 12    | 49    | 6       | 0       | 1     | 58    | 15    | 4     | 4        | 2        | 0        | 19    | 0    | 2     | 38    | 7        | .211  | .277     | .250     | .527  |